# 鲁布桑·奥登其米德
鲁布桑·奥登其米德（羅馬化：Luvsangiin Odonchimed，1943年11月1日—），蒙古族，蒙古东戈壁省人，蒙古国政治人物。

## 生平
奥登其米德1967年自医学高等学校（Higher School of Medicine）毕业，1977年自布拉格查理大学毕业。此后，他曾任健康和社会保障工会（Health and Social Security Worker's Trade Union）执行委员会主席。1990年至1992年，作为蒙古人民革命党候选人在东戈壁省第157选区当选大人民呼拉尔代表。1992年至1996年，历任东戈壁省行政管理（executive administration）主席，东戈壁省省长。1993年，进入蒙古人民革命党小呼拉尔。2000年至2004年，作为蒙古人民革命党候选人在戈壁苏木贝尔省第14选区当选国家大呼拉尔委员。2004年成功连任。自1996年4月起，担任蒙古红十字会会长。2006年1月，被任命为蒙古国社会福利和劳动部部长，但在2007年2月辞职。自2005年6月至2007年10月，担任蒙古人民革命党领导委员会委员。2005年6月、2007年10月，均当选蒙古人民革命党小呼拉尔成员。在2008年国家大呼拉尔选举中，奥登其米德作为蒙古人民革命党候选人在乌兰巴托第24（清格勒泰Chingeltei）选区失败。